# Jordanita rungsi
Jordanita rungsi ist ein Schmetterling aus der Familie der Widderchen (Zygaenidae).

## Merkmale
Die Falter erreichen eine Vorderflügellänge von 11,9 bis 12,2 Millimeter bei den Männchen und 11,0 bis 11,2 Millimeter bei den Weibchen. Kopf, Thorax und Abdomen schimmern grün. Kopf und Thorax sind behaart. Die Fühler schimmern bläulich grün und bestehen aus 40 bis 42 Segmenten. Die Vorderflügeloberseiten schimmern dunkelgrün, die Hinterflügel sind dunkelgrau und opak. Die Flügelunterseiten sind dunkelgrau und nicht mit glänzenden Schuppen besetzt.
Bei den Männchen besitzt der Aedeagus einen abgerundeten und nicht spitz zulaufenden Cornutus. Die beiden Loben der umgestülpten Vesica sind gleich groß. Das 8. Abdominalsternit reicht bis zum hinteren Rand des Segments.
Das Ostium der Weibchen ist breit, das trichterförmige Antrum hat eine glatte Oberfläche und ist proximal stark sklerotisiert. Distal ist es gerieft, eine Hälfte ist sklerotisiert und ausgebeult, die andere Hälfte ist transluzent. Der distale Abschnitt des Ductus bursae gekrümmt, abgeknickt und länger als bei Jordanita carolae, Jordanita algirica und Jordanita minutissima. Das Corpus bursae ist eiförmig.
Das Ei ist bisher unbeschrieben.
Die Raupe ist graubraun und an den Seiten violettbraun getönt. Der lateroventrale Bereich und der Bauch sind weißlich gelb. Die bräunlich gelben Rückenwarzen berühren sich in der Rückenmitte und bilden große ovale Flecke, die in der Mitte mit schwarzbraunen Borsten besetzt sind. Ventrad (zur Bauchseite hin) zu den Rückenwarzen verläuft eine cremefarbene Linie. Die subdorsal und lateral gelegenen Warzen sind rötlich braun, die ventral gelegenen sind kurz und schwarzbraun.
Die Puppe ist etwa acht bis neun Millimeter lang und hell rötlich braun. Der Kokon ist abgestumpft spindelförmig, seidenweiß und ist mit locker gesponnener Seide und Erde bedeckt.

### Ähnliche Arten
Im Mittleren Atlas in Marokko kommt J. rungsi sympatrisch mit Jordanita algirica vor. Die ähnliche Art ist ungefähr gleich groß, hat aber weniger spitze Flügel und schimmert nicht so intensiv grün. Die Hinterflügel sind transluzenter, Kopf und Thorax sind weniger stark behaart. Der Cornutus der Vesica ist länger und hat distal eine scharfe Spitze. Die beiden Loben der ausgestülpten Vesica sind nicht gleich groß. Das 8. Abdominalsternit reicht nicht bis zum hinteren Ende des Segments. Die Weibchen können nur genitalmorphologisch unterschieden werden.

## Verbreitung
Jordanita rungsi kommt in den zentral gelegenen Gebieten des Mittleren Atlas in Marokko vor. Die Art besiedelt trockene Steppenbiotope in Höhenlagen von 1500 bis 2400 Meter Höhe und ist an Lokalitäten mit reichlichem Bewuchs der Futterpflanze gebunden.

## Biologie
Die Raupen leben an der Färberdistelart Cartamus calvus. Ausgewachsene Raupen bohren sich an der Stelle in die Stängelspitze hinein, an der die Blütenstängel entspringen. Der hintere Teil der Raupe schaut aus der Mine heraus. Infolge des Raupenfraßes vertrocknet das letzte Stück des Triebes. Die Raupen verpuppen sich in einem Kokon im Boden. Die Falter fliegen von Ende Juni bis Juli.